# Mohammad Hassan Akhund
Mullahul Mohammad Hasan Akhund (în paștună محمد حسن اخوند n. secolul al XX-lea, Panjwayi District⁠(d), Statul Islamic Afganistan⁠(d), Regatul Afganistanului) este un politician afgan și lider taliban care ocupă în prezent funcția de prim-ministru interimar al Afganistanului în guvernul taliban nerecunoscut internațional din 7 septembrie 2021.
Akhund este unul dintre membrii fondatori ai talibanilor și a fost un membru de conducere senior al mișcării. În primul guvern taliban (1996–2001), a ocupat funcția de ministru adjunct de externe.

## Biografie
Akhund este originar din sudul Afganistanului. Conform datelor Consiliului de Securitate al ONU, s-a născut în Pashmul, care la momentul nașterii sale se afla în districtul Panjwayi, dar acum se află în districtul Zhari, în provincia Kandahar a Regatului Afganistan. ONU are două estimări pentru anul nașterii sale, fiind aproximativ între 1945–1950 și aproximativ între 1955–1958.
Akhund a studiat în diverse seminarii islamice din Afganistan. Spre deosebire de mulți lideri talibani, el nu a participat la Războiul sovieto-afgan.

## Carieră politică
Akhund este unul dintre cei mai vechi membri ai talibanilor și a fost un asociat apropiat al lui Mohammed Omar, primul lider al mișcării. În timpul guvernării talibanilor (1996–2001), pe lângă funcția de prim-ministru adjunct, a ocupat și funcția de ministru de externe al Afganistanului din 1998 până pe 27 octombrie 1999. La fel ca mulți alți lideri talibani de rang înalt, el este supus sancțiunilor Națiunilor Unite legate de adăpostirea grupurilor teroriste.
În perioada insurecției (2001–2021), Akhund a fost, intermitent, membru al Quetta Shura. În 2013, el a fost șeful comisiilor talibanilor și conducătorul comisiei de recrutare.
După revenirea talibanilor la putere în 2021, Akhund a fost numit prim-ministru interimar. Numirea sa a fost văzută ca un compromis între figurile moderate și cele radicale ale talibanilor. El a preluat funcția pe 7 septembrie 2021.
Akhund este autorul mai multor lucrări despre Islam. Conform BBC News, el are o influență mai mare asupra laturii religioase a talibanilor, spre deosebire de cea militară. Un analist al Institutului pentru Pace al Statelor Unite a susținut că el este mai degrabă o persoană politică.